# Mód Noémi
Mód Noémi (Mohács, 1997. április 20. –) magyar kézilabdázó, aki az Érd NK csapatában átlövő és irányító poszton játszik.

## Pályafutása
Mohácson kezdett kézilabdázni, majd 2013-ban került az FTC-hez. 2014 januárjában mutatkozott be a Ferencváros első csapatában az élvonalban, 16 és fél évesen az MTK Budapest elleni NB I-es mérkőzésen. A mérkőzést 39-21 arányban megnyerte csapatával és büntetőből gólt is szerzett. 2015-ben felnőtt bajnoki címet ünnepelhetett. Serdülő és ifjúsági bajnok lett, valamint Kovács Attila csapatának tagjaként ezüstérmet szerzett az Országos Ifjúsági Kupán. 2017-ben az FTC kölcsön adta egy évre az MTK Budapest-hez a karrier fejlődése szempontjából. 2018-ban a Kispest NKK csapatához szerződött, ahol az NB1/B bajnokságban a csapat húzóembereként számoltak vele. 2020-ban az Érd NK csapatához szerződött, ahol újra a magyar első osztályú bajnokság játékosaként bizonyíthat.

## Eredményei

### Aranyérmei
- OSB-bajnok (2013)
- Ifjúsági bajnok (2013)
- Junior bajnok (2014)
- Magyar bajnok (2015)

### Ezüstérmei
- Junior bajnoki ezüstérmes (2016, 2017)
- Magyar bajnoki ezüstérmes (2014, 2016, 2017)
- Magyar Kupa ezüstérmes (2015)

### Bronzérmei
- Ifjúsági bajnoki bronzérmes (2014)